# Matela (Bajhang)
Matela (nep. मटेला) – gaun wikas samiti w zachodniej części Nepalu w strefie Seti w dystrykcie Bajhang. Według nepalskiego spisu powszechnego z 2011 roku liczył on 451 gospodarstw domowych i 2515 mieszkańców (1380 kobiet i 1135 mężczyzn).